# Paradiarsia ferruginoides
Paradiarsia ferruginoides là một loài bướm đêm trong họ Noctuidae.